# Nowinka (rejon smorgoński)
Nowinka – dawna okolica szlachecka i zaścianek. Tereny, na których były położone, leżą obecnie na Białorusi, w obwodzie grodzieńskim, w rejonie smorgońskim, w sielsowiecie Krewo.

## Historia
W czasach zaborów wieś i zaścianek w gminie Krewo, w powiecie oszmiańskim, w guberni wileńskiej Imperium Rosyjskiego. W 1905 roku wieś liczyła 11 mieszkańców, 88 dziesięcin, zaścianek liczył 69 mieszkańców, 179 dziesięcin.
W latach 1921–1945 okolica i zaścianek leżały w Polsce, w województwie wileńskim, w powiecie oszmiańskim, w gminie Krewo.
W 1931:
- okolicę w 22 domach zamieszkiwało 135 osób[2].
- okolicę w 3 domach zamieszkiwało 14 osób[2].

Wierni należeli do parafii rzymskokatolickiej w Krewie. Miejscowość podlegała pod Sąd Grodzki w Smorgoniach i Okręgowy w Wilnie; właściwy urząd pocztowy mieścił się w Krewie.